# Bob Siebenberg
Robert Layne Siebenberg (nascut el 31 d'octubre de 1949, Glendale, Califòrnia) també conegut com a Bob C. Benberg, és un músic estatunidenc, va ser membre del grup de rock progressiu britànic Supertramp, tocant bateria i percussió. Va ser l'únic nord-americà a la formació. Es va unir all grup per l'album Crime of the Century i ha romàs en ell fins a la seva dissolució. El seu fill, Jesse, es va incorporar a Supertramp en el moment del llançament de l'àlbum en directe It Was the Best of Times (en directe; 1999).
El 1985, Siebenberg va llançar un àlbum en solitari anomenat Giants in Our Own Room (i acreditat a "Siebenberg"), on canta en la meitat de les cançons i també toca teclats i bateria. Junt a Siebenberg en aquest disc van participar; Scott Gorham de Thin Lizzy (Gorham va ser el cunyat de Siebenberg del 1969 al 2000), Steve Farris de Sr. Mister, el baterista de Procol Harum BJ Wilson, el baixista Kerry Hatch d'Oingo Boingo i el company de banda de Supertramp, John Helliwell. Un antic amic, Derek Beauchemin, es va unir per coescriure i tocar els teclats.
Abans d'unir-se a Supertramp, Siebenberg era membre del grup de rock Bees Make Honey.
També ha tocat a la banda "Heads Up" que va llançar l'àlbum The Long Shot el 1989, a on hi van participar Dennis O'Donnell, Mark Hart, Brad Cole, John Helliwell, Marty Walsh i, de nou, Scott Gorham a la guitarra.
El 1989, Siebenberg va compondre la música original per al videojoc de Sierra On-line, Space Quest III.